# أوتو كراوز
أوتو كراوز (بالإسبانية: Otto Krause)‏ هو مهندس أرجنتيني، ولد في 10 يوليو 1856 في مدينة تشيفيلكوي في الأرجنتين، وتوفي في 14 فبراير 1920 في بوينس آيرس في الأرجنتين.